# Siervas Parroquiales del Espíritu Santo
La Congregación de Siervas Parroquiales del Espíritu Santo (oficialmente en italiano: Ancelle Parrocchiali dello Spirito Santo) es una congregación religiosa católica femenina de derecho pontificio, fundada por la religiosa italiana Giuditta Martelli, en Portigliola, en 1923. A las religiosas de este instituto se les conoce como siervas parroquiales y posponen a sus nombres las siglas A.P.S.S.

## Historia
La religiosa italiana Giuditta Martelli hizo voto de pobreza, castidad y obediencia, como monja de casa, es decir en su propia residencia en Portigliola (Reggio Calabria), en 1923, a ella se unieron un grupo de jóvenes dispuestas a consagrarse a Dios como religiosas. Nace así la primera comunidad de las Siervas Parroquiales del Espíritu Santo. El instituto recibió la aprobación como congregación de derecho diocesano el 23 de julio de 1970, por el obispo de Gerace-Locri (Reggio Calabria). Finalmente, el papa Juan Pablo II les dio la aprobación pontificia en 1987.

## Organización
La Congregación de Siervas Parroquiales del Espíritu Santo es un instituto religioso centralizado, cuyo gobierno es ejercido por una superiora general a la que sus miembros llaman Madre. En el gobierno, la Madre general es coadyuvada por su consejo, elegido para un periodo de seis años. La sede central se encuentra en Roma.
Las religiosas del instituto se dedican a la educación de la juventud, las obras parroquiales y la asistencia de discapacitados. En 2015 eran unas 110 religiosas repartidas en 10 comunidades, presentes en filipinas, Italia y Tanzania.